# Río Izana
El Izana es un río del interior de la península ibérica, afluente del Duero. Discurre por la provincia española de Soria.

## Descripción
El río discurre por la provincia de Soria. Tras dejar a ambos lados de su cauce localidades como Las Cuevas, Quintana Redonda, Tardelcuende y Matamala, termina desembocando en el río Duero. Aparece descrito en el noveno volumen del Diccionario geográfico-estadístico-histórico de España y sus posesiones de Ultramar de Pascual Madoz de la siguiente manera:

IZANA: r. en la prov. y part. jud. de Soria : tiene su origen en el térm. jurisd. del pueblo de su mismo nombre de varios manantiales que se desprenden de la sierra de Nodojo; de corto caudal en su principio corre á fertilizar el térm. de las Cuevas, en el que se le junta un arroyo : le cruza un puente de piedra, y da movimiento á 2 molinos harineros; continúa hácia los Llamosos, y de aqui á Quintana-redonda, donde impulsa otros 2 molinos y 1 sierra de cortar maderas, sigue á Osonilla, en el que hace andar otra sierra; pasa á bañar el térm. de Tardelcuende, en el que facilita su paso 1 puente de piedra, y deja el part. para entrar en el de Almazan por la jurisd. de Matamala, en la que le atraviesa 1 puente de madera, alimenta 1 molino y 1 sierra, y da sus aguas al Duero despues de un curso de algo mas de 2 leguas.
(Madoz, 1847, p. 471)

Perteneciente a la cuenca hidrográfica del Duero, sus aguas terminan vertidas en el océano Atlántico.